# Dragica Dodig
Dragica Dodig, bosansko-hercegovska inženirka, * 1926.
Od leta 1969 je profesorica na Tehniški fakulteti v Banja Luki, na kateri je opravljala tudi dolžnosti prodekana in dekana.
Med letoma 1984 in 1988 je bila rektorica Univerze v Banjaluki.